# Метревелі Іван Олексійович
Іван Олексійович Метревелі (1926, селище Горно-Заводське, тепер село Горнозаводське Кіровського району Ставропольського краю, Російська Федерація — ?) — грузинський радянський діяч, сталевар Закавказького металургійного заводу імені Сталіна Грузинської РСР. Депутат Верховної Ради СРСР 4-го скликання.

## Життєпис
Закінчив восьмирічну школу в Лагодехському районі Грузинської РСР. До 1944 року працював у колгоспі імені Руставелі села Орджонікідзе Лагодехського району.
У 1944—1949 роках — помічник сталевара Сталінського металургійного заводу імені Сталіна (місто Сталіно Сталінської області Української РСР). У 1949—1950 роках — практикант Макіївського металургійного заводу (місто Макіївка Сталінської області Української РСР). Член ВЛКСМ.
З 1950 року — сталевар мартенівського цеху Закавказького металургійного заводу імені Сталіна (місто Руставі Грузинської РСР).
Подальша доля невідома.

## Нагороди
- медаль «За доблесну працю у Великій Вітчизняній війні 1941—1945 рр.»
- медалі